# Continental Foods
 (février 2018).
Si vous disposez d'ouvrages ou d'articles de référence ou si vous connaissez des sites web de qualité traitant du thème abordé ici, merci de compléter l'article en donnant les références utiles à sa vérifiabilité et en les liant à la section « Notes et références ».
Continental Foods est une entreprise agroalimentaire belge créée en 1968, par la fusion des sociétés Devos-Lemmens et Imperial.  Elle est recréée en 2013 par CVC Capital Partners pour regrouper au sein d'une entité unique un certain nombre de marques qu'il vient de racheter à Campbell Soup Company. Le groupe est présent en Belgique, Allemagne, Finlande, France, et en Suède. Continental Foods est rachetée par le groupe espagnol GB Foods en 2019.

## Les sites de production

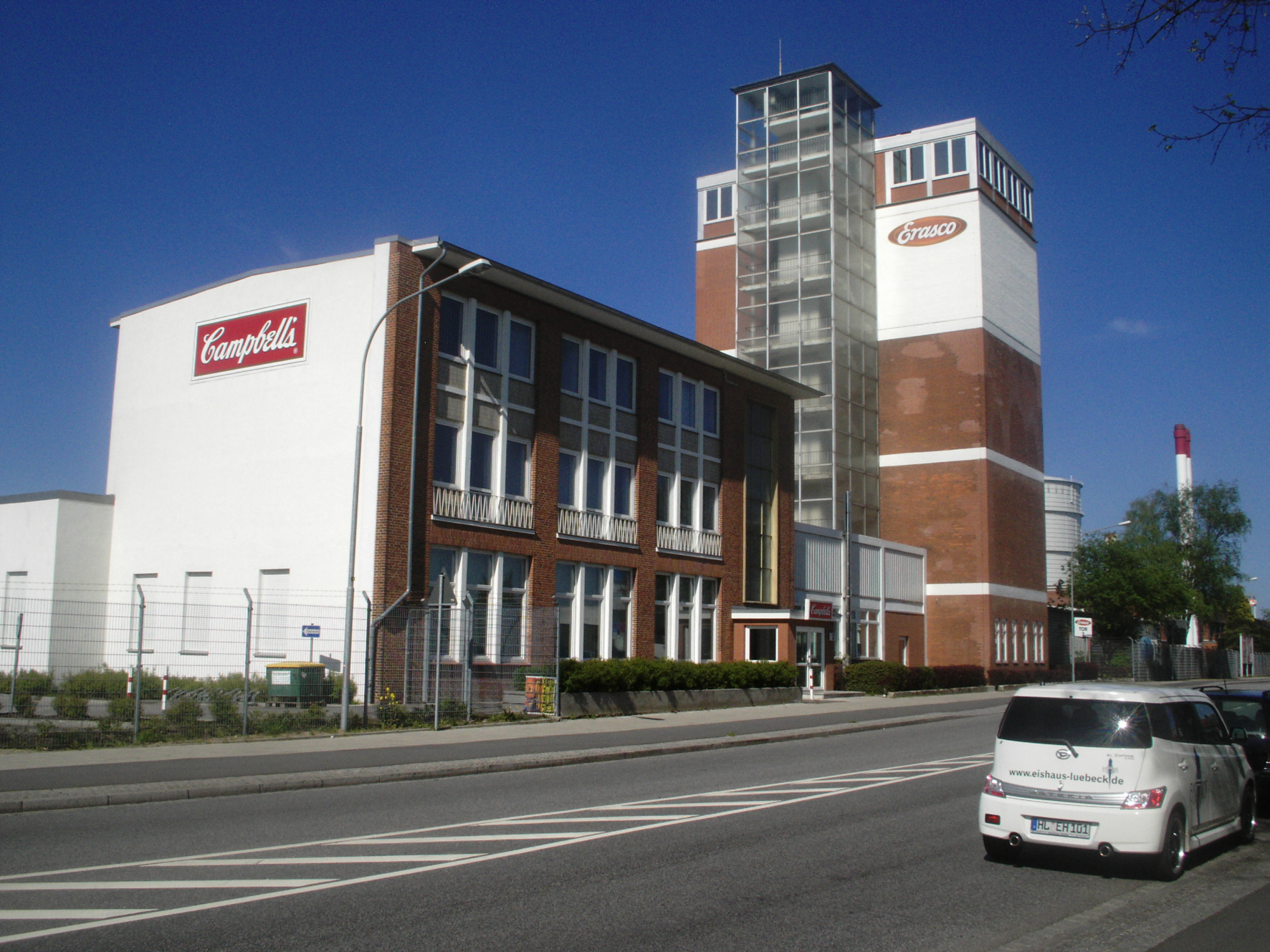
Site De Lübeck

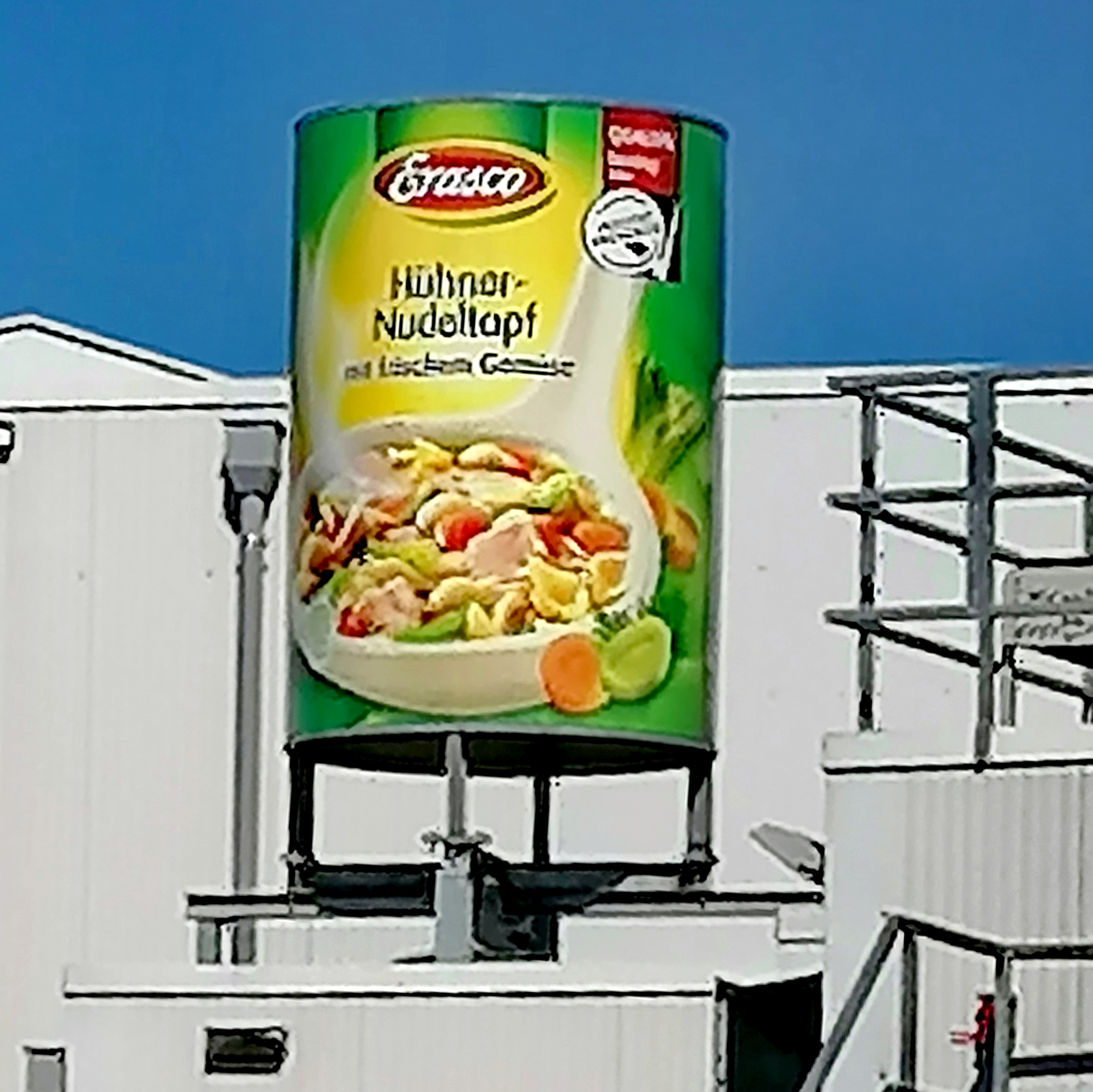

Continental Foods gère trois sites de production : l'un en France, Le Pontet, un belge à Puurs et un troisième en Allemagne, à Lübeck.

## Marques
Les marques principales détenues par Continental Foods sont:
- Erasco (Allemagne)
- Lacroix (France)
- V8-Jus De Légumes (Allemagne et Belgique)
- Heisse Tasse "Tasse chaude" [Soupes lyophilisées, comme Royco dans les pays francophones] (Allemagne)
- Raguletto (Allemagne)
- Devos Lemmens (Belgique)
- Liebig (Belgique et France)
- Royco (Belgique et France)
- Impérial (Belgique)
- Blå Bande (Finlande et Suède).